# Eve Muirhead
Eve Muirhead (ur. 22 kwietnia 1990 w Perth) – szkocka curlerka, złota medalistka Zimowych Igrzysk Olimpijskich 2022, brązowa medalistka Zimowych Igrzysk Olimpijskich 2014, mistrzyni świata z 2013, czterokrotna mistrzyni świata juniorów. Zawodniczka Dunkeld Curling Club, mieszka w Blair Atholl w Szkocji.

## Kariera sportowa
Muirhead zaczęła grać w curling w 1999. Zdobyła złoty medal na Mistrzostwach Świata Juniorów 2007, była wówczas trzecią u Sary Reid. W tym samym roku wzięła udział w Mistrzostwach Europy Mikstów, skipem reprezentacji Szkocji był Gordon Muirhead.
W 2008 Eve Muirhead była już skipem drużyny juniorek i obroniła tytuł mistrzyń świata. W finale pokonała Szwedki 12:3. Eve została wybrana rezerwową na Mistrzostwa Europy 2008, nie zagrała w żadnym meczu i ostatecznie zajęła 6. miejsce.
Muirhead w 2009 wygrała Mistrzostwa Szkocji i została najmłodszą kapitan w historii. W finale pokonała Kelly Wood 10:5 zdobywając 5 punktów w dwóch ostatnich endach, dało jej to wyjazd na MŚ. Dwa tygodnie wcześniej ponownie zdobyła tytuł mistrza Szkocji juniorek. Na Mistrzostwach Świata Juniorów 2009 zdobyła złoty medal, w finale pokonała Kanadę 8:6. Na Mistrzostwach Świata Kobiet zajęła 8. miejsce, z bilansem 5-6, pokonała m.in. Szwajcarię (Mirjam Ott).
W kolejnym sezonie Eve została wybrana, by reprezentować Wielką Brytanię na Zimowych Igrzyskach Olimpijskich 2010, do Muirhead dołączył zespół Kelly Wood. Wraz z nowym zespołem Eve wystąpiła na Mistrzostwach Europy 2009, gdzie uplasowała się na 6. miejscu.
Występ na Zimowych Igrzyskach Olimpijskich Muirhead zakończyła na 7. miejscu z bilansem 3 wygranych i 6 porażek. Szkotki lepszą formę prezentowały na MŚ 2010, w Round Robin zajęły 3. miejsce. W fazie play-off pokonały kolejno 8:3 Szwedki (Cecilia Östlund) i 10:4 Kanadyjki (Jennifer Jones). Ostatecznie zdobyły srebrne medale, w finale uległy Niemkom (Andrea Schöpp) 6:8.
Pod koniec tego samego roku Muirhead reprezentowała Szkocję na Mistrzostwach Europy 2010. Z jedną porażką z fazy grupowej zespół awansował do playoffów. W pierwszym meczu przeciwko Rosji (Ludmiła Priwiwkowa) lepsze okazały się Szkotki i bezpośrednio awansowały do finału. W ostatnim meczu zmierzyły się ze Szwedkami (Stina Viktorsson), które pokonały je 8:6. W tym samym sezonie Muirhaed po raz ostatni wystąpiła na mistrzostwach świata juniorek, jako gospodyni turnieju w Perth wywalczyła swój czwarty złoty medal tej rangi. Szkotki w finale pokonały Kanadyjki (Trish Paulsen) 10:3.
W kolejnych mistrzostwach Europy reprezentacja z Eve na czele awansowała do fazy play-off z 3. miejsca. W meczu 3-4 Szkotki pokonały gospodynie, Rosjanki (Anna Sidorowa) 9:6, po czym awansowały do finału pokonując 10:2 Dunki (Lene Nielsen). Muirhead sięgnęła po drugi w historii złoty medal dla Szkocji zwyciężając 8:2 nad niepokonanymi dotąd w turnieju Szwedkami (Margaretha Sigfridsson). Mistrzynie Europy nie grały zbyt dobrze w MŚ 2012. W ostatniej kolejce spotkań wygrały z Kanadą (Heather Nedohin), co w rezultacie dało im dodatni bilans wygranych meczów (6-5) i 6. miejsce w klasyfikacji generalnej.
Eve brała udział w odbywających się na początku sezonu 2012/2013 Mistrzostwach Europy Mikstów. Grała jako trzecia w zespole Ewana MacDonalda. Szkoci zdobyli tytuły mistrzowskie wygrywając w finale 8:4 nad Szwedami (Rickard Hallström). Szkotki broniły złotych medal podczas Mistrzostw Europy 2012. Do fazy play-off awansowały z 2. miejsca Round Robin. Awansowały do finału pokonując Szwedki (Margaretha Sigfridsson) 9:3. W końcowym spotkaniu przeciwko Rosjankom (Anna Sidorowa) zespół Eve doprowadził do dogrywki, jednak to przeciwniczki przy własnym ostatnim kamieniu wygrały extra end za jeden punkt. Wynikiem 5:6 Brytyjki zdobyły srebrne medale.
Szkotki bardzo dobrą formę prezentowały podczas marcowych Mistrzostw Świata 2013. W górnym meczu Page play-off uległy Szwedkom (Margaretha Sigfridsson), jednak zmierzyły się z nimi ponownie w finale. Wcześniej ekipa Muirhead zwyciężyła w półfinale nad Rachel Homan z Kanady. Reprezentantki Szkocji w ostatnim meczu turnieju wynikiem 6:5 sięgnęły po tytuły mistrzyń globu. Jest to drugi tytuł w historii wywalczony przez curlerki z tego kraju, wcześniej dokonała tego w 2002 Jackie Lockhart. Eve Muirhead była wymieniana jako faworytka do złotego medalu ME 2013. Szkotki przeszły przez fazę grupową bez porażki, w górnym meczu play-off pokonały 10:3 Szwajcarki (Mirjam Ott). W finale zmierzyły się ze Szwecją (Margaretha Sigfridsson), mecz ten zakończył się wynikiem 10:5 dla zawodniczek ze Skandynawii.
W 2014 Muirhead po raz drugi reprezentowała Wielką Brytanię na zimowych igrzyskach olimpijskich. Drużyna pod jej dowództwem rundę grupową skończyła z 5 wygranymi meczami na 4. miejscu. W półfinale Brytyjki uległy 4:6 Kanadzie (Jennifer Jones). Zdobyły brązowe medale zwyciężając w małym finale 6:5 nad zawodniczkami ze Szwajcarii (Mirjam Ott). W nowym sezonie z zespołu odeszła Claire Hamilton, zastąpiła ją Sarah Reid, z którą Muirhead występowała jako juniorka. Zawodniczki ze Szkocji awansowały do rundy finałowej Mistrzostw Europy w Curlingu 2014 z bilansem 6-3. W dolnym meczu Page play-off przegrały 3:8 z Danią (Lene Nielsen). Dzień później ekipa Muirhead wywalczyła brązowe medale rewanżując się Nielsen 8:4.

### Zimowe Igrzyska Olimpijskie 2022
W grudniu 2021 roku Muirhead wraz z Jennifer Dodds, Vicky Wright, Hailey Duff i Mili Smith zostały wybrane, by reprezentować Wielką Brytanię na Zimowych Igrzyskach Olimpijskich w Pekinie. Drużyna wywalczyła złoty medal, w finale pokonując reprezentację Japonii (Satsuki Fujisawa) 10:3. Był to jednocześnie jedyny złoty medal dla Wielkiej Brytanii na tych igrzyskach.

## Wielki Szlem
| Turniej                | 2010/2011 | 2011/2012 | 2012/2013 | 2013/2014 | 2014/2015 |
| ---------------------- | --------- | --------- | --------- | --------- | --------- |
| Autumn Gold            | x         | x         | A         | W         | A         |
| Manitoba Lotteries     | A         | A         | A         | x         | A*        |
| Colonial Square        | A*        | A*        | x         | A         | W         |
| Masters                | A*        | QF*       | SF        | F         | x         |
| Canadian Open          | —         | —         | —         | —         |           |
| Players’ Championships | SF        | x         | W         | QF        |           |

| —  | = turniej nie odbył się                          |
| A  | = nie uczestniczyła                              |
| x  | = nie zakwalifikowała się do fazy finałowej      |
| QF | = ćwierćfinał                                    |
| SF | = półfinał                                       |
| F  | = finał                                          |
| W  | = zwycięstwo                                     |
| *  | = turniej niezaliczany do cyklu Wielkiego Szlema |

### Nierozgrywane
| Turniej     | 2010/2011 |
| ----------- | --------- |
| Sobeys Slam | SF        |

## Drużyna
|                     | Czwarta      | Trzecia         | Druga         | Otwierająca     |
| ------------------- | ------------ | --------------- | ------------- | --------------- |
| od 2016             | Eve Muirhead | Anna Sloan      | Vicki Adams   | Lauren Gray     |
| 2014–2016           | Eve Muirhead | Anna Sloan      | Vicki Adams   | Sarah Reid      |
| 2011/2014           | Eve Muirhead | Anna Sloan      | Vicki Adams   | Claire Hamilton |
| 2010/2011 i MŚ 2010 | Eve Muirhead | Kelly Wood      | Lorna Vevers  | Anne Laird      |
| 2009/2010           | Eve Muirhead | Jackie Lockhart | Kelly Wood    | Lorna Vevers    |
| 2008/2009           | Eve Muirhead | Karen Addison   | Rachael Simms | Anne Laird      |

Drużyny juniorskie
|           | Czwarta      | Trzecia      | Druga             | Otwierająca     |
| --------- | ------------ | ------------ | ----------------- | --------------- |
| 2008/2011 | Eve Muirhead | Anna Sloan   | Vicki Adams       | Rhiann Macleod  |
| 2008/2009 | Eve Muirhead | Anna Sloan   | Vicki Adams       | Sarah MacIntyre |
| 2007/2008 | Eve Muirhead | Kerry Barr   | Vicki Adams       | Sarah MacIntyre |
| 2006/2007 | Sarah Reid   | Eve Muirhead | Barbara McFarlane | Sarah MacIntyre |

Drużyny mikstowe
|           | Czwarty/-a      | Trzeci/-a    | Drugi/-a      | Otwierający/-a   |
| --------- | --------------- | ------------ | ------------- | ---------------- |
| 2012/2013 | Ewan MacDonald  | Eve Muirhead | Euan Byers    | Karen Barthelemy |
| 2007/2008 | Gordon Muirhead | Eve Muirhead | Glen Muirhead | Anna Sloan       |